# Macrostomus orthoneura
Macrostomus orthoneura är en tvåvingeart som beskrevs av Mario Bezzi 1905. Macrostomus orthoneura ingår i släktet Macrostomus och familjen dansflugor. Inga underarter finns listade i Catalogue of Life.